# Pacoro de Armenia
Pacoro, Pakoros o Bak(o)ur (en armenio Բակուր) fue un rey Dinastía arsácida de Armenia que reinó de 161 a 163, como vasallo de los partos.
En 161, el rey parto Vologases IV expulsó del trono de Armenia al rey Sohaemus, vasallo de Roma, y lo reemplazó por un Arsácida de su elección llamado Pacoro. Este tomó el control del país después de que el gobernador de Capadocia, Marco Sedacio Severiano, batido en Elegeia, se diese muerte. No obstante, en 163, Sohaemus es reinstalado en el trono por Lucio Vero como consecuencia de la contraofensiva romana llevada por su general Estacio Prisco ; durante los combates, la ciudad de Artaxata fue duramente castigada.
Se identifica a menudo a este soberano de Armenia con Aurelios Pakoros, rey de la Gran Armenia, que mandó hacer en Roma el epitafio de su hermano Aurelios Merithates. Eso significaría que se había convertido en ciudadano romano. Se lo identifica a menudo también con el rey Pakoros cuyo nombre figura sobre una pieza de plata encontrada en Dahovskaja, cerca de Maïkop.